# Nhân vật chính trong Kyo Kara Maou!
Những Nhân vật chính trong Kyo Kara Maou!

## Shibuya Yuri
- Tên: 渋谷有利 (Sáp Cốc Hữu Lợi)
- Tuổi: 15
- Loài: Nửa người nửa quỷ.
- Năng lực: Trong hình dáng của Quỷ Vương, cậu ta có phép thuật rất mạnh.
- Màu tóc: Đen
- Màu mắt: Đen
- Thường được gọi: Cậu bé bóng chày, Bệ Hạ, cù lần, thỏ đế, Yuu-chan (chỉ có mẹ cậu gọi vậy).
- Thích nhất: Bóng chày, hòa bình.
- Ghét nhất: Chiến tranh, sự bất công.
- Tính cách: Tốt bụng, vị tha, cởi mở, đôi khi hơi ngây ngô và thích lo chuyện bao đồng.
- Hôn thê/ hôn phu (nghĩ sao tùy bạn): Wolfram.
- Gia đình: Bố Shoma (mazoku), Mẹ Miko (người), Anh Shori, con gái nuôi Greta.
- Chức vụ: Maou (Ma Vương – vua Quỷ) đời thứ 27.

Vì là Maou đời thứ 27 nên tất cả mọi người trong vương quốc đều gọi Yuuri là Bệ Hạ (Heika trong tiếng Nhật, Your Majesty trong tiếng Anh), trừ Wolfram. Vốn chỉ là một thiếu niên hiền lành, say mê bóng chày, Yuuri không ham thích chiến tranh và quyền lực. Cậu tâm niệm là con người với Mazoku có thể sống thanh bình cùng nhau và luôn luôn cố gắng làm điều đó. Chính vì vậy, tuy mang danh là Ma Vương nhưng Yuuri trong mắt mọi người nhiều lúc chỉ là tên cù lần, thỏ đế, ngốc xít. Nhưng cũng vì thế mà cậu trở thành vị Maou vĩ đại nhất trong lịch sử vương quốc Quỷ, vì đã làm được điều mà không maou nào trước đây làm được: Tạo ra kỉ nguyên mới – thời đại con người và mazoku sống hòa hợp với nhau.
Bình thường Yuuri không có sức mạnh đặc biệt gì, nhưng lòng nhân hậu, bao dung của cậu có sức thu phục lòng người vô cùng mạnh mẽ. Khá nhiều người căm ghét Yuuri và loài quỷ nói chung, khi tiếp xúc với cậu, đều cảm thấy yêu mến. Nhờ tính cách này, Yuuri đã từng bước tạo lập được mối quan hệ thân tình giữa hai thế giới quỷ và người.

### Maou
Yuuri có thể biến thành vua Quỷ (Maou) bất cứ khi nào cậu giận dữ hoặc đau khổ cực độ trước những điều phi công lý, vô nhân tính. Có thể nhận ra vua Quỷ ở nét mặt lạnh lùng và mái tóc dài hơn. Trong hình dạng này, cậu có thể triệu tập một nguồn ma lực rất lớn dù đang ở trong lãnh thổ của loài người (đa số Mazoku không thể sử dụng pháp thuật ở ngoài đất nước). Thường thì những lúc biến hình của Yuuri là để phục vụ điều tốt. Khi đó, cậu luôn viết chữ "Công lý", tiếng Anh là "Justice", bằng những thứ xung quanh (rồng nước, đất, lửa,...). Kì lạ là Yuuri luôn bất tỉnh sau mỗi lần biến thân và khi tỉnh lại thì cậu không nhớ nổi mình đã làm gì, nhưng về sau, Yuuri có thể kiểm soát được sức mạnh của bản thân và ít bị ngất xỉu hơn.

## Conrart Weller
- Tên: コンラッド/ウェラー卿コンラート (Conrad/Conrart Weller)
- Tuổi: Không rõ, nhưng cũng phải hơn 100 (quy ra tuổi loài người là khoảng hơn 20 tuổi).
- Loài: Nửa người nửa quỷ.
- Năng lực: Kiếm thuật.
- Màu tóc: Nâu
- Màu mắt: Nâu
- Thường được gọi: Conrad, Chỉ huy (hoặc đội trưởng), sư tử Lutterberg.
- Nguyện vọng: Bảo vệ Yuuri, làm theo mong muốn của Yuuri.
- Tính tình: Tốt bụng, điềm đạm, dịu dàng, dũng cảm, tinh tế, sâu sắc và chu đáo. Có thể nói đây là mẫu người đàn ông tuyệt vời nhất thế giới.
- Gia đình: Bố Dan Hiri (đã mất), mẹ Cecilie, anh Gwendal, em trai Wolfram.
- Chức vụ: Chỉ huy quân đội chuyên bảo vệ, tuần tra ngoài lâu đài, thu thập tin tức tình báo,...
- Màu quân phục: Xanh nâu (Quân đội của mazoku chia là ba phần và phân biệt theo màu áo: Xanh nâu - Conrad; Xanh lá cây - Gwendal; Xanh dương - Wolfram)

Conrad có tên thật là Conrart Weller, sở dĩ mọi người hay gọi anh là Conrad vì – như anh nói ở tập 1 của anime – cái tên đó gần với tiếng Anh và người Nhật dễ phát âm hơn. Conrad chính là người thanh niên bí ẩn đã giúp mẹ Yuuri đến bệnh viện khi bà trở dạ (ở đoạn bắt đầu tập 1). Anh bảo với mẹ Yuuri rằng: "Ở nơi tôi đến, tháng bảy được gọi là Yuuri." Thế là mẹ cậu liền lấy ngay cái tên đó đặt cho con mình (vì cậu sinh vào tháng 7 nên Yuuri đọc gần giống với July và tiếng Nhật nghĩa là có lợi bất lợi ở chỗ đó lại là tên của con gái).
Conrad vốn là con lai giữa người và mazoku, cha anh là dũng sĩ đệ nhất của dòng họ Weller, một trong bốn dòng họ mạnh nhất, lâu đời nhất từ thời vị Maou đầu tiên. Chính vì vậy trong các anh em, Conrad là người duy nhất không có phép thuật, bù lại anh là tay kiếm cừ khôi nhất ở vương quốc Quỷ. Chính Conrad đã nhận nhiệm vụ đưa linh hồn của Julia – người được chọn làm Maou kế nhiệm – đến Trái Đất, vì người con gái mà anh yêu nhất chính là Julia. Anh cũng được xem như là người đã đặt tên cho Yuuri khi cậu chưa chào đời.
Conrad là con thứ của nữ hoàng Quỷ thế hệ trước. Cha của anh – dũng sĩ Dan Hiri, là con người, anh thừa hưởng từ ông màu tóc nâu, đôi mắt sáng rực ấm áp, sự kiên cường và lòng dũng cảm to lớn. Vào sinh nhật thứ 16 của mình, Conrad quyết định sống quãng đời còn lại như một con quỷ thay vì con người. Anh chiến đấu hết mình cho phe quỷ và là một trong những người trung nghĩa nhất của vương quốc. Anh đưa linh hồn của Yuuri đến Trái Đất và hai năm sau lại đem về vương quốc để cử hành lễ lên ngôi của vị vua Quỷ mới. Sau khi Yuuri quay về vương quốc Quỷ, anh trở thành cận vệ của Yuuri, thề sẽ bảo vệ cậu đến suốt đời, cho dù phải hi sinh cả mạng sống. Conrad là người mà Yuuri yêu quý, kính trọng nhất và cũng là người thân thiết nhất đối với cậu.

## Wolfram von Bielefelt
- Tên: フォンビ－レフェルト卿ヴォルフラム (Wolfram von Bielefield)
- Tuổi: 82 (bề ngoài khoảng 15-16)
- Loài: Quỷ
- Màu tóc: Vàng óng
- Màu mắt: Xanh ngọc bích, hơi sẫm
- Thường được gọi: 
  - Hoàng tử ích kỉ; Ông trời con; Pooh hư hỏng;... (Wagamama Puu-có thể hiểu là viết tắt của prince - purinsu hoặc gấu Pooh xinh xắn) bởi Gwendal, Gunter, Anissina
  - Wolfram-san bởi Yuuri
  - Ngài Bielefelt bởi Shinou và Murata
  - Wolf bởi Yuuri, Cheri, Conrad,..
  - Wolf-chan bởi Shibuya Miko - mẹ Yuuri
  - Honey-chan trong tiểu thuyết bởi Cheri (lúc Wolfram còn nhỏ) và Yuuri (1 lần duy nhất)
  - Tam thiếu gia (sannan ran) bởi Aldelbert
- Gia đình: Mẹ Cecilie, hai anh Gwendal và Conrad.
- Tình trạng: hoàng tử thứ ba của Nũ vương thứ 26 Cecilie, hứa hôn với Yuuri
- Chiều cao: 171 cm hay 5.7 feet
- Cân nặng: 52 kg
- Sinh vào khoảng khi mùa xuân đến
- Thích nhất: Có hướng đi riêng, tự hào về dòng máu quỷ tộc và đồ ngọt nữa.
- Ghét nhất: Loài người và cả những ai tỏ ra thân mật với Yuuri.
- Tính cách: Kiêu ngạo, tự trọng, nóng nảy, hay ghen nhưng can đảm và rất chung thủy.
- Gia đình: Mẹ Cecilia, hai anh trai Conrad và Gwendal.
- Chức vụ: Thủ lĩnh Cấm vệ quân
- Màu quân phục: Xanh dương

Wolfram là người cực kì dễ thương. Yuuri đã từng gọi cậu là "Bishounen" (tiếng Nhật) trong lần đầu gặp mặt. Hình tượng này càng được tăng lên qua cách chọn đồ ngủ của cậu: Một cái váy dài màu hồng xếp li và gắn nơ đỏ, trái ngược hẳn với cái tính khí nóng nảy của Wolfram.
Cậu có khả năng điều khiển lửa và sử dụng kiếm thành thục.
Worfram là con trai út của nữ hoàng Quỷ thế hệ trước, cậu có vẻ đẹp hiếm có, đôi mắt xanh ngọc bích và mái tóc vàng óng giống y như mẹ ruột mình. Cậu rất ghét loài người và ghét cả chuyện bố của Conrad là người. Vì danh dự của mình, Wolfram không thừa nhận Conrad là anh trai, dù cậu thương yêu Conrad rất nhiều. Lý do Wolfram ghét con người là vì họ có cuộc sống quá ngắn, khi học chết đi thì cậu sẽ rất cô đơn. Nhưng dần dần sau khi gặp Yuuri cậu đã mở lòng hơn với mọi người, thậm chí một lần đã liều mạng cứu một đúa bé thoát khỏi biển lửa.
Wolfram lúc đầu cực kì ác cảm Yuuri vì nghĩ Yuuri chỉ là con người nhưng được chỉ định làm Maou, và cậu ta đã lớn tiếng xúc phạm bà mẹ loài người của mình. Sự việc ấy tặng ngay cho anh chàng này một cái tát nảy lửa. Thế là đùng một cái, Wolfram trở thành đối tượng hôn ước của Yuuri (ở vương quốc Quỷ, có tục lệ là ai tát vào má trái của một người bất kể nam nữ, chính là… cầu hôn người ấy. Yuuri hoàn toàn không biết và tự "đeo ách giữa đàng vào cổ").
Trong tiểu thuyết, Yuuri đã giải thích cho hành động này là: "Tôi thậm chí đã không tát cậu ta vì cậu ta có một khuôn mặt xinh đẹp, chứ không thì tôi đã cho cậu ta 1 cú đấm giữa mặt vì cái tội láo lếu ấy rồi."
Khi bị ràng buộc duyên phận với Yuuri, Wolfram khá bực và thất vọng, có phần xấu hổ nữa. Nhưng rồi do trách nhiệm của một người chiến binh và lòng tự hào dòng máu quý tộc lớn mạnh trong cậu mau chóng chiếm hết tâm trí cậu. Wolfram luôn luôn cố gắng hết sức bảo vệ Yuuri và yêu Yuuri thật lòng. Cậu xem trọng hôn ước hơn Yuuri rất nhiều, và luôn đi theo Yuuri đến khắp mọi nơi để có thể trông chừng, thậm chí lẻn vào phòng ngủ của Yuuri vào ban đêm. Wolfram cực kì ghen tức mỗi khi Yuuri nói chuyện với phụ nữ hay người đẹp trai nào đó, và thường kết tội Yuuri không chung thủy. Cậu sợ rằng Yuuri sẽ lừa gạt, phản bội mình. Từ khi gặp Yuuri, tính tình Wolfram đã đỡ khó chịu, bớt căm ghét loài người và ngày càng ôn hoà hơn trước, có thể nói Yuuri đã góp phần quan trọng làm thay đổi con người cậu, theo như Conrad nhận xét.
Trong phần OVA R!Series, chịu sự điều khiển của Shinou đã bắt cóc Yuuri và đưa cậu tới chiếc máy cổ vừa được tìm thấy và thử nghiệm, cho biết tương lai của hai người ngồi trong đó nếu họ hôn nhau, và mọi chuyện diễn ra đúng như những gì Shinou dự tính (theo lời giải thích của Shinou cuối tập 3 thì đó là vì "đùa cho vui"). Kết tập 3 là đoạn Murata giải thích chiếc máy đó sẽ hiện ra một tương lai không mong đợi nhất, vì vậy nó đã phá hoại hạnh phúc rất nhiều đôi uyên ương.
Theo ý kiến nhiều người thì Wolfram nổi loạn như vậy là để được mọi người chú ý tới, bởi cậu đã có một tuỏi thơ cô đơn khi sống với bố. Bố cậu không thích cậu, vì vậy cậu chỉ có một mình (chỉ trong tiểu thuyết). Trong anime thì cậu sống với mẹ và 2 anh trai, nhưng họ có phần ít quan tâm tới cậu. Vì vậy, Wolfram lớn lên một cách độc lập và luôn luôn kiêu ngạo, nhưng thực bụng cậu rất quan tâm tới mọi người, đặc biệt là Yuuri và Greta.
Wolfram bị say sóng - điểm yếu dễ thương duy nhất của cậu - lúc đó trông cậu như một cái xác sống. Mặc dù vậy, khi Yuuri và Conrad đi tìm thanh kiếm Morgif, Wolf vẫn trốn trong hành lý để lên tàu cùng. Ngoài ra Wolfram rất thích vẽ, dù loại màu mà cậu dùng không được thơm tho cho lắm, và mỗi lần vẽ ra đều trở thành 1 bức tranh theo trường phái lập thể (hay cái gì tuỳ người đánh giá).
Phần 2, do bị Shinou điều khiển, Wolf đã phá hỏng buổi lễ phong ấn Soushu và bị Shinou lấy đi trái tim, nhờ Yuuri cậu đã sống lại. Cuối tập 78, trước khi Yuuri trở về Trái Đất mãi mãi Wolfram đã khóc, cậu nói một con người không nhớ đến gia đình trước tiên thì không xứng đáng với tôi, và khuyên Yuuri trở về. Có lẽ là do rắc rối với gia đình nên Wolfram đã có thái độ như vậy.
Trong phần 3, Wolfram đã được hội đồng quý tộc họp và bầu làm Maou thứ 28. Đến khi Yuuri trở về Shin Makoku, vì không muốn cản trở cậu đã thách đấu với Yuuri và cố ý chọn lấy thất bại. Trước khi Yuuri ra đòn cuối, cậu đã nói "Trở thành vị vua tốt nhé." và vì thế Yuuri nhận ra tấm lòng của Wolfram, lãnh tất cả đòn về mình để cứu cậu. Từ đó, Yuuri không hề phàn nàn chuyện Wolf ngủ chung với mình nữa.
Nhìn chung Wolfram là một nhân vật được yêu thích. Người lồng tiếng cho cậu là Mitsuki Saiga; trong phiên bản trên Animax là Mona Marshell.

## Gwendal von Voltaire
- Tên: フォンヴォルテール卿グウェンダル (Gwendal von Voltaire)
- Tuổi: Không rõ, nhưng cũng cỡ 200. Nếu đổi ra tuổi người thì trên dưới 30 tuổi.
- Loài: Quỷ
- Năng lực: Điều khiển đất và lập lá chắn phòng thủ.
- Màu tóc: Xám đậm
- Màu mắt: Xanh dương
- Thường được gọi: Quân sư, anh cả (cách xưng hô hay dùng của Wolfram).
- Gia đình: Mẹ Cecilie, hai em trai Conrad và Wolfram.
- Thích nhất: Những thứ dễ thương, đan len, làm thú nhồi bông (sở thích khá nữ tính).
- Ghét nhất: Rất nhiều
- Tính cách: Ít nói, dễ nổi cáu, cộc cằn, nghiêm khắc (nhưng bản chất bên trong thì rất tốt).
- Chức vụ: Chỉ huy tối cao của quân đội Mazoku, quân phòng vệ và tấn công.
- Màu quân phục: Xanh lá cây đậm

Gwendal là Chỉ huy tối cao của quân Mazoku, anh cùng quân tiếp viện thường xuất hiện giúp đỡ yuuri mỗi lần cậu gặp rắc rối lớn. Gwendal cũng thường xuyên làm những công việc giấy tờ và cũng là người quan trọng giúp Yuuri cai trị vương quốc.
Gwendal là con trai trưởng của nữ hoàng Quỷ thế hệ trước. Anh là nhà chiến thuật giỏi, sử dụng phép thuật mang thuộc tính đất, và tạo ra màng chắn phòng thủ. Trong ba anh em, chỉ có anh là để tóc dài và có làn da ngăm. Yuuri sợ anh nhất vì Gwendal luôn có bộ mặt "ba trợn", nhăn nhó. Xuyên suốt anime, ít khi nào Gwendal cười. Dù anh ta là một người luôn luôn nghiêm túc và nóng tính, nhưng rốt cuộc lại là một trong những nhân vật quái dị nhất. Gwendal mê đan len từ hồi nhỏ và rất yêu thích những thứ dễ thương, đặc biệt là những con thú bự bự, tròn tròn, có đôi mắt long lanh như baby. Trong phòng làm việc của Gwendal, có thể dễ dàng nhìn thấy vài con thú nhồi bông khá đẹp do anh tự làm trong những lúc rảnh rỗi. Nhưng tiếc thay, các tác phẩm của anh đôi khi có bề ngoài không được như mong muốn (điển hình cho chuyện này là một con gấu bị nhìn nhầm thành con heo đen). Tuy bình thường Gwendal rất cứng rắn và chẳng ngại đối mặt với bất kì kẻ thù nào, nhưng anh lại sợ và né tránh cô bạn thời niên thiếu Anissina của mình, đơn giản vì Anissina luôn dùng anh làm vật thí nghiệm trong những cuộc thí nghiệm điên rồ của cô ấy.
Cũng như Wolfram, anh không thích Yuuri lúc đầu gặp cậu, vì nghĩ cậu ta sẽ dùng cương vị Maou để vơ vét quyền lực, của cải, nhưng sau đó anh hiểu ra Yuuri là một Maou tốt và ủng hộ cậu. Gwendal vốn là người đàn ông trầm tĩnh, hiếm khi biểu lộ cảm xúc nên anh thường thể hiện sự quan tâm, bảo vệ Yuuri một cách thầm lặng của riêng mình. Gwendal nắm chức vụ quá cao trong quân đội nên trách nhiệm lúc nào đè nặng lên vai, vì lẽ đó mà anh luôn phải giữ vẻ nghiêm nghị. Thực chất anh là con người đáng mến, tốt bụng, biết hi sinh và có sở thích cũng rất dễ thương.

## Günter von Christ
- Tên: フォンクライスト卿ギュンター (Günter von Christ)
- Tuổi: Không rõ nhưng lớn tuổi hơn cả Gwendal.
- Loài: Quỷ
- Năng lực: Phép thuật cao cấp và kiếm thuật.
- Màu tóc: Bạch kim
- Màu mắt: Tím nhạt
- Thường được gọi: Người đàn ông lộng lẫy nhất.
- Gia đình: Con gái nuôi Gisela
- Thích nhất:Yuuri
- Ghét nhất: Không được ở gần Yuuri
- Tính cách: Thân thiện, dịu dàng, lãng mạn, hay gây rối khi chuyện có dính tới Yuuri
- Chức vụ: Pháp sư (hay tư tế), chịu trách nhiệm dạy dỗ Yuuri và cũng kiêm luôn bảo vệ.

Gunter, cùng với ba anh em, giúp Yuuri cai trị vương quốc. Anh thường dành thời gian của mình làm vô số các công việc cho Yuuri và Shin Mazoku. Con người Gunter khá thất thường, lúc thì y như bong bóng xà phòng, nhưng mạnh mẽ, dứt khoát lúc tình huống đòi hỏi. Gunter lúc nào cũng dính chặt lấy Yuuri và thường trở nên héo hon, ủ rũ mỗi lần cậu vắng mặt khỏi Shin Mazoku trong thời gian dài. Gunter đồng thời cũng như một người thầy, người cố vấn giàu kinh nghiệm của Yuuri. Anh dạy cho cậu về lịch sử của vương quốc và trông chừng khi cậu làm việc với sổ sách. Đừng để vẻ lịch thiệp với mái tóc dài trắng bạc của anh ta đánh lừa. Gunter không phải là một nhân vật nghiêm nghị hay oai phong trong anime này, gọi là một chàng ngốc có vẻ đúng hơn. Anh ta luôn tha thẩn trong lâu đài, thỉnh thoảng lại than thở, ủ rũ khi Yuuri đi vắng. Nhưng một khi đã chiến đấu với kẻ thù, Gunter tỏ ra rất lạnh lùng và nghiêm túc. Lúc tức giận thật sự, Gunter chắc chắn sẽ gây nên nỗi kinh hoàng khủng khiếp. Tuy bề ngoài ẻo lả và sến sẩu, nhưng Gunter thực sự là một tay kiếm xuất sắc, có phép thuật siêu đẳng.
Quan điểm chính trị của Gunter đã thay đổi hoàn toàn do ảnh hưởng của Yuuri. Ngay từ đầu, anh là người ủng hộ mạnh mẽ cuộc chiến tranh tiêu diệt tận gốc loài người. Dần dần, cách nhìn của Yuuri đã gây ấn tượng sâu đậm cho anh, và anh bắt đầu tin tưởng vào tình hữu nghị giữa Mazoku và con người.

## Guriere Josak
- Tên: グリエ・ヨザック (Yozak Gurrier)
- Tuổi: Không rõ, nhưng bằng tuổi với Conrad
- Loài: Nửa người nửa quỷ.
- Năng lực: Võ thuật, kiếm thuật, cải trang.
- Màu tóc: Cam nâu
- Màu mắt: Xanh nước biển
- Thích nhất: Giả trang, nhất là giả làm con gái, vì thế lúc nào anh ta cũng mang theo 1 bao đồ phụ tùng phụ nữ mọi tầng lớp.
- Ghét nhất: Sự phản bội và bất trung.
- Tính cách: Vui vẻ, hay đùa, xởi lởi.
- Chức vụ: Điệp viên (hay mật thám) hoạt động tự do, thu thập tin tức tình báo dưới quyền chỉ huy của Conrad.

Josak là bạn từ nhỏ của Conrad, cũng là con lai giữa người và Mazoku nên không có phép thuật. Josak và Conrad là hai người duy nhất sống sót của quân đoàn Sư tử Lutterbeg – một đạo quân gồm toàn những người lai Mazoku nhưng trung thành với vương quốc Quỷ – trong cuộc đại chiến chống loài người 20 năm về trước. Anh hiểu rất rõ Conrad và luôn hết lòng bảo vệ cho Yuuri cùng vương quốc. Josak đi đâu cũng không quên mang theo một túi đựng đầy trang phục phụ nữ, hay ít nhất là một cái váy, xem chúng như bùa hộ mệnh. Tuy rất mê cải trang thành con gái, nhưng Josak không bị "pêđê" đâu. Ngược lại, anh ta còn là một chàng trai lực lưỡng, dũng mãnh và đầy nam tính. Sở dĩ Josak thích giả gái vì trò này đã không ít lần cứu anh khỏi cái chết.

## Murata Ken
- Tên: 村田 健 (Thôn Điền Kiện)
- Tuổi: 15
- Loài: Nửa người nửa quỷ.
- Năng lực: Không có.
- Màu tóc: Đen
- Màu mắt: Nâu
- Thường được gọi: Murata, Your Holiness, Great Sage, Mr. A, bạn của em trai (anh của Yuuri luôn gọi cậu như vậy), Ken-chan (tên gọi yêu thích của mẹ Yuuri).
- Thích nhất: Nhiều lắm, Yuuri là một trong những thứ ấy.
- Ghét nhất: Không rõ.
- Tính cách: Thông minh, bình tĩnh và sáng suốt.
- Chức vụ: Đại pháp sư của vương quốc Qủy.

Murata là người mà Yuuri cứu và cũng là nguyên nhân việc Yuuri lọt vào thế giới Mazoku. Bình thường, cậu ta rất tĩnh lặng và luôn tươi cười. Murata hầu như không hề được nhắc tới ở phần I, nhưng ở các phần sau, cậu trở thành một nhân vật quan trọng trong nhóm của Yuuri. Cậu ta là bạn học chung trường với Yuuri nhưng không thân thiết lắm. Đáng chú ý là mỗi lần Yuuri đến hoặc về giữa hai thế giới đều có sự có mặt của Murata. Cho dù nhìn bề ngoài, Murata thật vô hại, thậm chí còn hơi ngố, nhưng cậu lại là một người rất khôn ngoan và giỏi tính toán. Kiếp trước của cậu là Nhà hiền triết vĩ đại (Great Sage) – một người có vai trò như cánh tay phải, nhà chiến thuật xuất sắc của Shinou, vị vua đầu tiên của Shin Mazoku. Cậu vẫn còn nhớ rõ cuộc sống và những thứ thuộc về kiếp trước. Murata là người bạn tốt và là đồng minh của Yuuri, cậu giúp đỡ Yuuri giải quyết rất nhiều vấn đề quan trọng, mặc dù thoạt nhìn trông cậu ta có vẻ như đang làm việc riêng của bản thân mình.
Sau này, Murata mới bộc lộ thân phận thật sự của mình là Great Sage, người được coi như ngang hàng với Maou và một trong những người đã lập nên Shin Mazoku. Nếu Maou là mặt trời thì Great Sage sẽ là Mặt Trăng, bổ sung và khắc chế năng lực của Maou. Murata tuy không có phép thuật nhưng cậu rất am hiểu những sự kiện và lịch sử của vương quốc quỷ và nhớ mọi ký ức của kiếp trước. Có thể nói, Murata như là mưu sĩ hay nhà thông thái trẻ tuổi của Yuuri và những chiến hữu của cậu.